# Liebesmarkt (1973)
Liebesmarkt ist ein deutscher Film des Regisseurs Hubert Frank aus dem Jahr 1973.

## Handlung
Studentin Iris wählt als Thema für ihre Doktorarbeit eine Analyse über Kontaktanzeigen und deren Inserenten. Zur Unterstützung ihrer Feldforschung heuert sie eine Reihe von Freunden an, die jedoch in zahlreiche pikante Verwicklungen geraten.

## Kritik
„Kontaktanzeigen aus Pornoheften als Aufhänger für einen Sexfilm üblichen Zuschnitts, wie er als Meterware aus der Produktion Alois Brummers kommt.“